# Caser
Caser ist ein Versicherungs- und Dienstleistungsunternehmen, das seit 1942 auf dem spanischen Markt und in der spanischen Gesellschaft tätig ist. Der Firmenname lautet Caja de Seguros Reunidos, Compañia de Seguros y Reaseguros, S.A.

## Produkte und Dienstleistungen
Caser bietet Policen in allen Sparten an (Kranken-, Hausrat-, Todesfall-, Auto- und Motorrad-, Geschäfts-, Landwirtschafts- und Lebensversicherung). Die Produkte werden über verschiedene Netzwerke und auch über die eigene Website vermarktet. Der Versicherer verfügt über fast 10.000 Verkaufsstellen in Finanzinstituten, 2218 professionelle Vermittler, 140 Maklerbüros, 40 eigene Büros und 10 Gesundheitsämter. Im Jahr 2019 erzielte das Unternehmen einen Umsatz von 1.994 Millionen Euro, 9 % mehr als 2018, und einen Nettogewinn von 72,1 Millionen Euro.
Caser verwaltet mehr als 7.722 Millionen Euro an Vermögenswerten, von denen mehr als 87 % Finanzanlagen entsprechen und der Rest Aktienanlagen sind.
Die  Caser Gruppe, zu der das Versicherungsunternehmen gehört, beschäftigt rund 4.300 Mitarbeiter. Davon arbeiten 1.646 in der Versicherungsbranche. Weitere Diversifizierungsaktivitäten der Gruppe sind die Gesundheitsversorgung in Krankenhäusern (mit fünf Krankenhäusern in Spanien), welche die Gruppe Parque Hospitales bilden, und die Gruppe Caser Residencial mit Residenzen, Tageszentren und häuslicher Pflege für ältere Menschen (19 Zentren im Jahr 2018). 
Weitere Unternehmensbereiche der Gruppe entwickeln Assistance- und Finanzdienstleistungen. Acierta Asistencia bietet Instandhaltungs- und Reparaturdienste für Gebäude, Häuser und Gemeinden sowie Dienstleistungen für Einzelpersonen, die Rechtsberatung, Beistandsservice und Haushaltshilfe anbieten. Caser Asesores Financieros ist ein Netzwerk von Maklern, die einen personalisierten Finanzservice anbieten.

## Geschichte
Casers Ursprünge gehen auf das Jahr 1942 zurück, als die Gesellschaft für Arbeits-, Brand- und Viehunfälle, die von der Vereinigung der Landwirte Spaniens gegründet wurde, in eine Aktiengesellschaft umgewandelt wurde. Caser verfügte über ein Anfangskapital von 3'000'000 Peseten und hatte den ersten Firmensitz in Madrid. Im Jahr 1960 wurden die Sparkasse (Caja de Ahorros) Anteilseigner und in den folgenden Jahren entwickelte Caser eine bemerkenswerte Aktivität im Bereich der Finanzierung von karitativem und sozialem Wohnungsbau, im Einklang mit der sozialen Ausrichtung der Hauptanteilseigner.
1992 führte Caser die Versicherungsaktivitäten der kleinen und mittleren Sparkassen zusammen und beteiligte die Ahorro Corporación, das Finanzinstitut der Sparkassen, an ihrem Kapital.
In den 1990er Jahren begann die Expansions- und Diversifizierungsphase von Caser, indem es sich an verschiedenen Unternehmen aus der Welt der Versicherungen und Pensionsfonds beteiligte. Im Jahr 2000 wurden die französischen Versicherer MAAF und MMA Anteilseigner und integrierten die Geschäfte ihrer Tochtergesellschaften in Spanien.
Nebst dem Hauptsitz in Madrid verfügt Caser über Niederlassungen in den meisten spanischen Provinzhauptstädten, wobei der kommerzielle Vertrieb traditionell über die Niederlassungen der Finanzinstitute läuft, die Anteilseigner sind oder mit denen Caser Vertriebsvereinbarungen geschlossen hat.
Im Jahr 2017, und zeitgleich mit dem 75-jährigen Jubiläum, erneuerte Caser sein Firmenimage mit einem neuen Logo.
Am 26. Juni 2020 informierte die weltweit tätige Schweizer Versicherungsgruppe Helvetia über eine Mehrheitsbeteiligung von 69,4 Prozent an Caser. Helvetia verfolgt mit der Akquisition die Strategie, das Europa-Geschäft nebst dem Heimatmarkt Schweiz als zweites Standbein zu stärken.

## Stiftung
Die Caser-Stiftung wurde am 23. März 2009 unter dem Namen «Fundación Caser para la Dependencia» gegründet. Ihr ursprüngliches Ziel war es, die Entwicklung des Abhängigkeitsgesetzes in Spanien (Gesetz über die Förderung der persönlichen Autonomie und der Betreuung abhängiger Personen) zu fördern, und sie wurde am 29. Mai desselben Jahres unter der Nummer 28-1562 in das Stiftungsregister des Ministeriums für Gesundheit, Soziales und Gleichstellung eingetragen. 
Im Jahr 2014 hat die Stiftung ihren Fokus und ihre Initiativen rund um die Entwicklung von Maßnahmen zur Förderung der Gesundheit und des sozialen Wohlergehens der Bevölkerung weiterentwickelt und erweitert.
Anlässlich von COVID-19  startete die Caser-Stiftung einen telefonischen und psychologischen Unterstützungsdienst, der sich an jene richtet, die von der Pandemie besonders betroffen waren: allein lebende ältere Menschen über 70 Jahre, Angehörige von Menschen, die an dem Coronavirus gestorben sind und Berufstätige, die aufgrund der Pandemie in Stresssituationen geraten sind. Neben Freiwilligen, Sozialarbeitern und Psychologen war auch die Tennisspielerin Garbiñe Muguruza an den Gesprächen und der Betreuung der älteren Menschen beteiligt.